# Bonamia gabonensis
Bonamia gabonensis är en vindeväxtart som beskrevs av F.J. Breteler. Bonamia gabonensis ingår i släktet Bonamia och familjen vindeväxter. Inga underarter finns listade i Catalogue of Life.